# Unterrodach

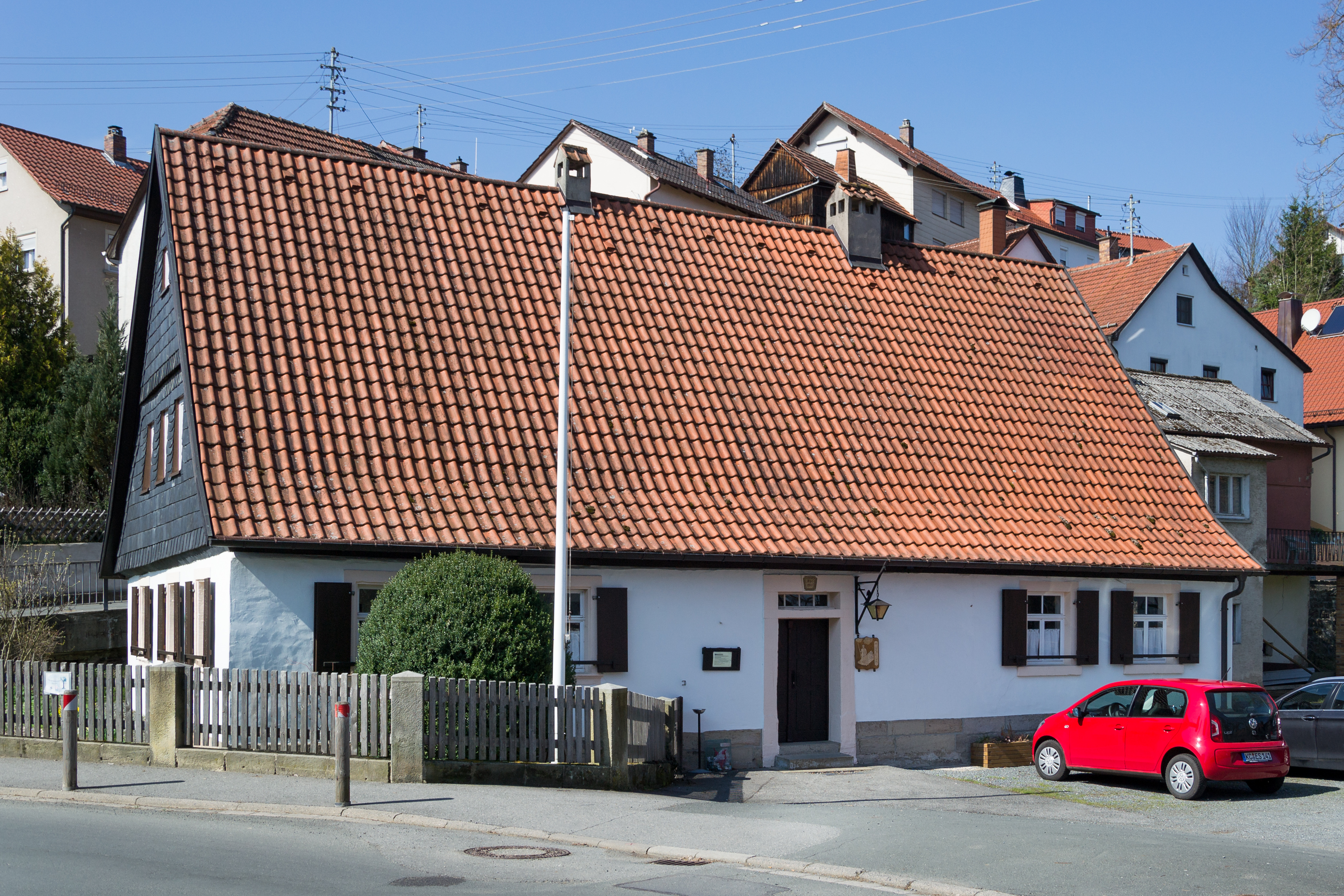
Flößermuseum in Unterrodach

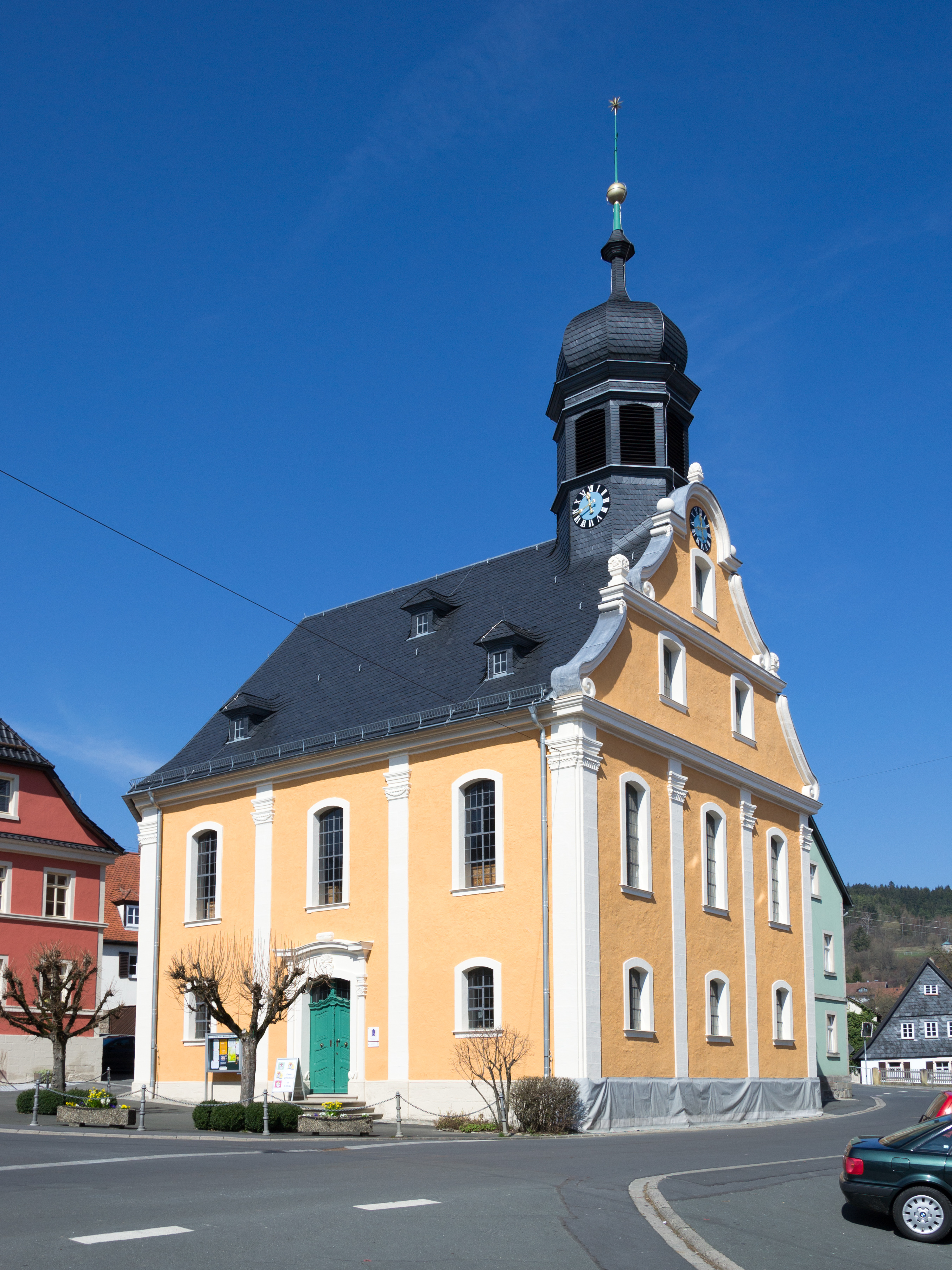
Pfarrkirche St. Michael

Unterrodach ist ein Gemeindeteil und Sitz der Gemeindeverwaltung des Marktes Marktrodach im oberfränkischen Landkreis Kronach in Bayern.

## Geographie
Das Pfarrdorf Unterrodach liegt im Tal der Rodach. Die Losnitz mündet im Süden des Ortes in die Rodach. Unterrodach bildet mit Kleinvichtach, Kreuzmühle, Oberrodach und Oberrodacher Mühle eine geschlossene Siedlung.
Die Bundesstraße 173 führt an Höfles vorbei nach Kronach (5 km südwestlich) bzw. an Zeyern vorbei nach Wallenfels (5,5 km nordöstlich). Die Bundesstraße 303 verläuft über Großvichtach nach Seibelsdorf (4 km südöstlich). Gemeindeverbindungsstraßen verbinden mit Rennesberg (1,5 km nordwestlich) und Kreuzberg (1,9 km südwestlich).

## Geschichte
Unterrodach wurde erstmals um das Jahr 1275 als Rada erwähnt.
Unterrodach bildete mit der Ebersmühle, Hetzenmühle, Schrammesmühle, Vogtsmühle und Wichenmühle eine Realgemeinde. Gegen Ende des 18. Jahrhunderts gab es 100 Anwesen und eine Kapelle. Das Hochgericht übte das Seniorat von Redwitz in begrenztem Umfang aus. Es hatte ggf. an das bambergische Centamt Kronach auszuliefern. Über die Anwesen östlich der Rodach wurde das Hochgericht vom bayreuthischen Vogteiamt Seibelsdorf beansprucht. Die Dorf- und Gemeindeherrschaft hatte das Seniorat von Redwitz inne. Grundherren waren
- das Seniorat von Redwitz (72 Anwesen: 27 Häuser, 30 halbe Häuser, 1 Wirtshaus, 11 Viertelhäuser, 3 Schneidmühlen),
- das Rittergut Küps-Theisenort (5 Anwesen: 2 halbe Gülthöfe, 1 Haus, 2 halbe Häuser),
- das Rittergut Schmölz-Theisenort (5 Anwesen: 2 halbe Gülthöfe, 1 Sölde, 2 Häuser),
- das Rittergut Nagel-Oberlangenstadt (1 Gut, 1 Mahl- und Schneidmühle),
- das Rittergut Unterlangenstadt-Burkersdorf (1 Haus),
- das Kastenamt Kronach (1 Sölde, 1 Schneidmühle),
- der Lehenhof Bamberg (7 Anwesen: 1 Ganzhof, 2 halbe Gütlein, 3 Söldengütlein, 1 Tropfhaus),
- die Verwaltung Wildenberg (2 Sölden),
- die Stadt Kronach (4 Häuser).[5]

Unterrodach ging durch den Reichsdeputationshauptschluss im Jahr 1803 in den Besitz des Kurfürstentums Bayern über. Mit dem Gemeindeedikt wurde 1808 der Steuerdistrikt Unterrodach gebildet, zu dem Ebersmühle, Hetzenmühle, Höfles, Ruppen, Schrammesmühle, Vogtsmühle und Wichenmühle gehörten. Mit dem Zweiten Gemeindeedikt von 1818 entstand die Ruralgemeinde Unterrodach, zu der Ebersmühle, Hetzenmühle, Schrammesmühle, Vogtsmühle und Wichenmühle gehörten. Sie war in Verwaltung und Gerichtsbarkeit dem Landgericht Kronach zugeordnet und in der Finanzverwaltung dem Rentamt Kronach, 1919 in Finanzamt Kronach umbenannt. In der freiwilligen Gerichtsbarkeit gehörten einige Anwesen bis 1838 Patrimonialgerichten an, die aus den ehemaligen Rittergütern entstanden sind. In der ersten Hälfte des 19. Jahrhunderts wurde auf dem Gemeindegebiet Heimtreiber gegründet. Ab 1862 gehörte Unterrodach zum Bezirksamt Kronach, 1939 in Landkreis Kronach umbenannt. Die Gerichtsbarkeit blieb beim Landgericht Kronach, 1879 in das Amtsgericht Kronach umgewandelt. Nach 1880 wurde Kreuzberg von Kronach nach Unterrodach umgemeindet. Die Gemeinde hatte eine Fläche von 5,480 km².
Ab 1900 war der Ort mit dem Haltepunkt Unterrodach an der Bahnstrecke Kronach–Nordhalben an das deutsche Eisenbahnnetz angeschlossen, der Personenverkehr wurde 1976 eingestellt und die Strecke wurde 2005 abgebaut.
Am 1. Mai 1978 wurde Unterrodach im Zuge der Gebietsreform in Bayern in die neu gebildete Gemeinde Marktrodach eingegliedert.

### Baudenkmäler
- Evangelisch-lutherische Pfarrkirche St. Michael
- Rathaus
- Flößermuseum
- Diverse Wohnhäuser
- Wappenstein

### Einwohnerentwicklung
Gemeinde Unterrodach
| Jahr      | 1840   | 1852   | 1855   | 1861   | 1867   | 1871   | 1875   | 1880   | 1885   | 1890   | 1895   | 1900   | 1905   | 1910   | 1919   | 1925   | 1933   | 1939   | 1946   | 1950   | 1952   | 1961  | 1970   |
| Einwohner | 1124   | 1273   | 1257   | 1298   | 1267   | 1272   | 1234   | 1268   | 1207   | 1108   | 1099   | 1068   | 1079   | 1026   | 1025   | 1120   | 1100   | 1055   | 1425   | 1420   | 1414   | 1367  | 1463   |
| Häuser    |        |        |        |        |        | 169    |        |        | 181    | 168    |        | 186    |        |        |        | 195    |        |        |        | 213    |        | 276   |        |
| Quelle    | [ 10 ] | [ 10 ] | [ 10 ] | [ 11 ] | [ 12 ] | [ 13 ] | [ 14 ] | [ 15 ] | [ 16 ] | [ 17 ] | [ 10 ] | [ 18 ] | [ 10 ] | [ 19 ] | [ 10 ] | [ 20 ] | [ 10 ] | [ 10 ] | [ 10 ] | [ 21 ] | [ 10 ] | [ 7 ] | [ 22 ] |

Ort Unterrodach
| Jahr      | 001818 | 001861 | 001871 | 001885 | 001900 | 001925 | 001950 | 001961 | 001970 | 001987 |
| Einwohner | 779    | 1194   | 1151   | 1049   | 943    | 1087   | 1391 * | 1339 * | 1435   | 1552   |
| Häuser    | 103    |        |        | 156    | 163    | 188    | 207 *  | 270 *  |        | 466    |
| Quelle    | [ 6 ]  | [ 11 ] | [ 13 ] | [ 16 ] | [ 18 ] | [ 20 ] | [ 21 ] | [ 7 ]  | [ 22 ] | [ 1 ]  |

### Wappen
Blasonierung: „In Silber zwei schräg gekreuzte blaue Flößerhaken an aus dem unteren Schildrand wachsenden goldenen Stangen, überdeckt mit einem roten Wellenbalken.“

## Religion
Im Jahr 1505 wurde eine Kapelle in Unterrodach geweiht. Seit der Reformation ist der Ort evangelisch-lutherisch geprägt. Er war ursprünglich nach St. Andreas in Seibelsdorf gepfarrt. Die evangelische Pfarrei Unterrodach wurde am 31. März 1804 gegründet. Ein Jahr später begann der Bau der Michaelskirche, in der 1807 eine Orgel aufgestellt wurde. Neben dem mehrheitlich evangelischen Unterrodach gehören die beiden überwiegend katholischen Orte Zeyern und Wallenfels der Kirchengemeinde an.

## Persönlichkeiten
- Christa Steiger (* 1951), Mitglied des bayerischen Landtags von 1992 bis 2013